# Dreiländerverlag
Der Dreiländerverlag war ein Buch- und Zeitschriftenverlag, der am 1. Februar 1919 von dem Verleger Walter Schmidkunz und dem Maler und Übersetzer Alfons von Czibulka in München als Kommanditgesellschaft gegründet wurde. Der Verlag bestand bis 1926. Über Alexander von Bernus wurde der Steiner-Schüler Hans-Hasso von Veltheim kontaktiert und in der Verlagsleitung beschäftigt.
Der Dreiländerverlag gab u. a. folgende Zeitschriften heraus:
- Die Frau im Staate, ab 1919, Frauenzeitschrift
- Der Orchideengarten, 1919–1921, Heftreihe für Literatur und Grafik
- Das Reich, 1919–1920, Kulturzeitschrift

Darüber hinaus wurden zahlreiche Einzelpublikationen verlegt.
Offenbar gab es schon einen Vorläufer, der u. a. 1916 die Mappe 10 Holzschnitte zur Bibel mit Originalgrafiken von Richard Seewald edierte.